# Bias Fortes
Bias Fortes är en kommun i Brasilien.   Den ligger i delstaten Minas Gerais, i den sydöstra delen av landet, 800 km sydost om huvudstaden Brasília. Antalet invånare är 3 796.
Omgivningarna runt Bias Fortes är huvudsakligen savann. Runt Bias Fortes är det glesbefolkat, med 14 invånare per kvadratkilometer.